# Bojana Bobusic
Bojana Bobusic (ur. 2 października 1987 w Belgradzie) – australijska tenisistka o statusie profesjonalnym.

## Kariera tenisowa
Jest zawodniczką praworęczną z oburęcznym backhandem. W turnieju głównym Wielkiego Szlema zadebiutowała w 2012 roku podczas Australian Open, w którym wystąpiła dzięki dzikiej karcie przyznanej przez organizatorów. W pierwszej rundzie przegrała z Niemką Angelique Kerber 1:6, 3:6. Do zawodów gry podwójnej również uzyskała dziką kartę. Występowała w parze z Nowozelandką Sashą Jones, jednak odpadła w drugiej rundzie, po przegranej z deblem Vania King i Jarosława Szwiedowa 1:6, 0:6.
W 2014 ogłosiła zakończenie kariery sportowej.

## Wygrane turnieje

### Gra pojedyncza
| Końcowy wynik | Nr | Data                 | Turniej            | Kat. | ($)    | Naw.   | Przeciwniczka     | Wynik         |
| ------------- | -- | -------------------- | ------------------ | ---- | ------ | ------ | ----------------- | ------------- |
| Finalistka    | 1. | 27 września 2009     | Darwin             | ITF  | 25 000 | Twarda | Sacha Jones       | 4:6, 1:6      |
| Finalistka    | 2. | 22 maja 2011         | Landisville        | ITF  | 10 000 | Twarda | Robin Anderson    | 2:6, 3:6      |
| Finalistka    | 3. | 5 czerwca 2011       | Hilton Head Island | ITF  | 10 000 | Twarda | Alexandra Mueller | 2:6, 0:6      |
| Finalistka    | 4. | 31 lipca 2011        | Chiswick           | ITF  | 10 000 | Twarda | Donna Vekić       | 6:3, 3:6, 3:6 |
| Finalistka    | 5. | 30 października 2011 | Port Pirie         | ITF  | 25 000 | Twarda | Olivia Rogowska   | 3:6, 2:6      |
| Zwyciężczyni  | 1. | 6 listopada 2011     | Mount Gambier      | ITF  | 25 000 | Twarda | Sung-Hee Han      | 6:3, 6:2      |